# Desa Kringa
Desa Kringa (indonesiska: Kringa) är en administrativ by i Indonesien. Den ligger i provinsen Nusa Tenggara Timur, i den sydöstra delen av landet, 1 800 km öster om huvudstaden Jakarta.